# دراع (القفر)

تعديل مصدري - تعديل

دراع محلة تابعة لقرية الغربي، التابعة لعزلة بني ساوي بمديرية القفر إحدى مديريات محافظة إب في الجمهورية اليمنية، بلغ تعداد سكانها 31 حسب تعداد اليمن لعام 2004.